# Leyes de Alojamiento
Las Leyes de Alojamiento (en inglés: Quartering Acts) fueron varias leyes del Parlamento de Gran Bretaña que obligaban a las autoridades locales de las Trece Colonias de la América británica a proporcionar alojamiento y alimento al personal del Ejército Británico en las colonias. Cada una de estas leyes era una enmienda a las Leyes contra motines y requería su renovación anual por parte del Parlamento. Originalmente, se concibieron como una respuesta a los problemas surgidos durante la guerra franco-india y pronto se convirtieron en una fuente de tensiones entre los habitantes de las colonias y el gobierno de Londres. Estas tensiones posteriormente desembocarían en la guerra de Independencia de los Estados Unidos. Estas leyes dieron origen a la Tercera Enmienda a la Constitución de los Estados Unidos.

## Ley de Alojamiento de 1765
El general Thomas Gage, comandante en jefe de Norteamérica, y otros oficiales británicos que habían combatido en la guerra franco-india (incluido el mayor James Robertson), tuvieron dificultades para persuadir a las asambleas coloniales para que financiaran el alojamiento y el avituallamiento de las tropas regulares en marcha. Por lo tanto, solicitó al Parlamento que actuara. La mayoría de las colonias habían suministrado provisiones durante la guerra, pero el asunto se discutió en tiempos de paz. La provincia de Nueva York era su sede, ya que la asamblea había aprobado una ley para el alojamiento de las tropas regulares británicas, pero esta expiró el 2 de enero de 1764. El resultado fue la Ley de Acuartelamiento de 1765, que fue mucho más allá de lo solicitado por Gage. No se había mantenido un ejército permanente en las colonias antes de la guerra franco-india, por lo que las colonias preguntaron por qué era necesario un ejército permanente después de la derrota francesa en batalla.
La primera Ley de Alojamiento recibió la sanción real el 15 de mayo de 1765, y disponía que las autoridades coloniales organizarían el alojamiento de las tropas británicas en cuarteles y tabernas locales, según la Ley de Motín de 1765. Sin embargo, si los soldados superaban en número a las viviendas disponibles, los alojarían en posadas, caballerizas, cervecerías, casas de avituallamiento, casas de vendedores de vino y casas de vendedores de ron, brandy, agua fuerte, sidra o metheglin, y, si se requería un número considerable, en casas deshabitadas, letrinas, graneros u otros edificios. Las autoridades coloniales debían sufragar el coste de Alojamiento y la alimentación de estos soldados.
Cuando 1500 tropas británicas llegaron a la ciudad de Nueva York en 1766, la Asamblea Provincial de Nueva York se negó a cumplir con la Ley de Alojamiento y no les proporcionó alojamiento. Estas tuvieron que permanecer en sus barcos. Con gran impacto en la ciudad, se produjo una escaramuza en la que un colono resultó herido tras la negativa de la Asamblea a proporcionar alojamiento. Por incumplimiento de la Ley de Alojamiento, el Parlamento suspendió al gobernador y a la legislatura de la provincia de Nueva York en 1767 y 1769, pero nunca la implementó, ya que la Asamblea pronto acordó contribuir con fondos para el alojamiento de las tropas; la Asamblea de Nueva York asignó fondos para el acuartelamiento de las tropas británicas en 1771.
La Ley de Alojamiento fue eludida en todas las colonias, excepto Pensilvania.
Esta ley expiró el 24 de marzo de 1767.

## Alojamiento en tiempos de guerra
Durante la guerra franco-india, los oficiales británicos con frecuencia requisaron viviendas privadas en las Trece Colonias para alojar a sus tropas. La opinión en las colonias se opuso mayoritariamente a esto debido a que las Leyes de Motín, aprobadas en 1723, 1754 y 1756 por el Parlamento británico, prohibían el estacionamiento de tropas regulares en residencias privadas, algo que fue ampliamente ignorado por los oficiales estacionados en Norteamérica. La decisión de los oficiales británicos de ignorar este aspecto de las Leyes de Motín fue considerada por algunos en las colonias (muchos de los cuales publicaron sus argumentos por escrito) como una contravención del principio de que las fuerzas armadas siempre deben estar subordinadas a la autoridad civil.
Como resultado de la creciente preocupación por el alojamiento de tropas en viviendas particulares, la Asamblea Provincial de Pensilvania se reunió y debatió sobre proyectos de ley de acuartelamiento que garantizaban a cualquier ciudadano el derecho a decidir si permitía o no que los soldados se alojaran en sus residencias. La Asamblea rechazó varios proyectos de ley relacionados con el tema antes de aprobar uno que lo ignoraba por completo y se centraba únicamente en cómo se alojarían los soldados en establecimientos públicos. Las duras condiciones de ese invierno llevaron al coronel Henry Bouquet a ordenar a los colonos que alojaran a sus tropas en otros lugares además de las viviendas particulares. Bouquet consideraba que sus tropas no podrían sobrevivir el invierno sin mejores condiciones de vida. Bouquet escribió una carta al gobernador de Pensilvania solicitándole que emitiera una orden para permitir el alojamiento de sus tropas en viviendas particulares.
El gobernador emitió la orden, pero la dejó en blanco en lugar de enumerar directamente lo que Bouquet podía o no podía hacer. La Asamblea Provincial de Pensilvania se indignó al enterarse de la actuación de su gobernador. En lugar de solicitar el veto de la orden, solicitaron una revisión del número de tropas que podían acuartelarse en una sola casa a la vez. Sin embargo, la única respuesta que recibieron fue que las tropas del rey debían ser acuarteladas y lo serían. En respuesta a esto, la Asamblea se reunió un domingo por primera vez. Allí escribieron una carta al gobernador preguntándole por qué violaba las Leyes de Motín cuando estas ya habían sido aprobadas por el Parlamento británico.
En respuesta a lo que sucedía con los colonos, Benjamin Franklin convocó una reunión de la Asamblea y sugirió que los soldados se alojaran en tabernas de los suburbios. Esto significaba que, en lugar de estar directamente en la ciudad, las tropas se alojarían en casas a las afueras, en granjas, donde podrían tener más espacio. El gobernador Denny asistió a esta reunión en Pensilvania y respondió contundentemente que el comandante en jefe, Lord Loudoun, había solicitado el alojamiento de las tropas en Filadelfia y que si alguien tenía algún problema con esto, debía hablar con él. Los miembros del comité respondieron públicamente que, en su opinión, Denny estaba del lado de Lord Loudoun cuando, en su opinión, dado que era el gobernador, debería haber trabajado para proteger sus derechos. En Albany, Nueva York, el alcalde había asignado 1000 libras para la construcción de cuarteles para las tropas de Loudoun, pero estos aún no se habían construido cuando llegaron los soldados. El alcalde le dijo a Loudoun que conocía sus derechos y se negó a permitir que las tropas se alojaran en Albany. Cuando el alcalde se mantuvo firme en su postura de no permitir que los soldados se alojaran, Loudoun los hizo alojarse en casas particulares.
En una reunión del comité a principios de agosto en Boston, Massachusetts, el gobernador logró que el comité aprobara un proyecto de ley para financiar la construcción de cuarteles. Estos cuarteles albergarían hasta mil soldados. Los cuarteles se construyeron y solo faltaba convencer a Loudoun de que obedeciera los procedimientos establecidos por el Parlamento. Todo transcurrió sin contratiempos hasta que dos oficiales de reclutamiento se quejaron al gobernador Pownall de Massachusetts de que se les había negado alojamiento en Boston. La respuesta fue que era ilegal alojarse en casas particulares en Boston, y los miembros del comité sugirieron que se alojaran en los cuarteles recién construidos en Castle William. El momento de esta nueva reunión con Lord Loudoun fue extremadamente desafortunado. En ese momento, sufría pérdidas en el norte de Nueva York mientras intentaba contener a los franceses y los indígenas. Al enterarse de lo sucedido con los miembros del comité, argumentó que la crisis militar actual permitía alojar a las tropas en casas particulares.
Se presentó entonces un proyecto de ley al gobernador para su firma, que establecía que las tropas podían alojarse en casas particulares, pero que los posaderos tenían derecho a quejarse ante un juez si consideraban que había demasiados soldados. Loudoun, indignado, amenazó con ordenar que sus tropas se alojaran de nuevo en residencias privadas. A finales de diciembre, la legislatura de Massachusetts consiguió que Loudoun aceptara alojar a sus tropas en Castle William. El 3 de mayo de 1765, el Parlamento británico se reunió y finalmente aprobó la Ley de Acuartelamiento para las colonias americanas. La ley establecía que las tropas solo podían alojarse en barracones y, si no había suficiente espacio en los barracones, debían hacerlo en tabernas y posadas. Si seguía sin haber suficiente espacio, el gobernador y el consejo debían buscar un espacio libre, pero en ningún momento fue legal alojar tropas en casas particulares. Durante la guerra de la Independencia de los Estados Unidos, el Congreso Provincial de Nueva York acuarteló por la fuerza a las tropas del Ejército Continental en casas particulares.